# Пощупово
По́щупово — село в Рыбновском районе Рязанской области. Административный центр Пощуповского сельского поселения. Известно Иоанно-Богословским монастырём.

## География
Расположено на северо-востоке Рыбновского района в 17 км от Рыбного на правом берегу Оки.

## История
Пощупово упоминается в выписи с Рязанских писцовых книг 1553 и 1575 годов, где оно значится в числе вотчин Богословского монастыря и именуется селом. Церковь святого Николая в селе Окаёмове упоминается в окладных книгах 1676 года, в приходе к церкви значилось 4 двора боярских, 36 дворов крестьянских, 3 двора бобыльских. Сохранилось предание, что церковь первоначально была построена супругой Грозного Анастасией Романовой по случаю разрешения от бремени. В 1734 году в селе была построена Никольская деревянная церковь. В 1822 году Никольская церковь была расширена. В 1880 году в селе началось строительство каменной церкви.
С середины XVII века близ села располагается Иоанно-Богословский Пощуповский монастырь.
В XIX — начале XX века село входило в состав Новосельской волости Рязанского уезда Рязанской губернии. 
С 1929 года село являлось центром Пощуповского сельсовета Рыбновского района Рязанского округа Московской области, с 1937 года — в составе Рязанской области, с 2005 года —  центр Пощуповского сельского поселения.     

## Население
| 1859 | 1897  | 1906  | 2010 |
| ---- | ----- | ----- | ---- |
| 1743 | ↗2354 | ↗3580 | ↘460 |

## Достопримечательности
- Иоанно-Богословский Пощуповский монастырь.

## Здравоохранение
В селе действует отделение паллиативной медицинской помощи Рыбновской ЦРБ.

## Улицы
- Зелёные дворики
- Почтовая
- Московская
- Центральная
- Весенняя
- Ореховая
- Береговая
- Садовая
- Школьная
- Лесная
- Подгорная
- Чистопрудная
- Приокская
- Слободская